# Beachtennis
Beachtennis ist ein Rückschlagspiel, das Tennis, Beachvolleyball und Badminton miteinander verbindet. Die häufigste Wettkampfform ist die des Doppels. Es kann jedoch auch ein Einzel gespielt werden, wobei sich dann die Spielfeldgröße verkleinert. Seit dem Sommer 1998 ist Beachtennis auch im Regelwerk des Deutschen Tennis Bundes (DTB) festgeschrieben. Es gibt zwei unterschiedliche Varianten des Beachtennis. Zum einen existiert eine Variante, bei der auf einem 9 × 18 Meter großen Feld mit herkömmlichen Tennisschlägern gespielt wird und zum anderen die Variante, bei der mit sogenannten Padelschlägern auf einem 8 × 16 Meter großen Feld gespielt wird.

## Geschichte
Der Beginn des Beachtennis geht auf den Anfang des 20. Jahrhunderts zurück. In Ravenna, Italien, wurde Beachtennis das erste Mal gespielt, wobei damals noch Tamburine als Schläger dienten. Das erste beachtennisähnliche Turnier fand 1978 demnach in Ravenna statt. An sich gab es schon die grundlegenden Beachtennisregeln, jedoch wurde bei diesem Turnier nach Volleyballvorbild gezählt. 1988 fand das erste Beachtennisturnier, das mit Tennisschlägern gespielt wurde, in Grado in Italien statt. Bis 1998 wiederholte sich das Turnier, das das erste Mal durch eine Gruppe Münchener Sportlehrer und Sportlehrer aus Italien von der Universität Triest ausgeübt wurde. In Deutschland wurde vorerst versucht Beachtennis als Breitensport zu etablieren und durch die vielen gesundheitlichen Vorteile der Sportart auch vornehmlich für Senioren angeboten. Beachtennis wird in Deutschland seit rund 15 Jahren gespielt. Seit 2001 werden auch Deutschen Meisterschaften veranstaltet und ausgetragen.

## Besonderheiten des Beachtennis
Beachtennis ist ein konditionell anspruchsvoller Sport. Das Springen, Hüpfen, die kurzen Antritte und das Bewegen im Sand sind zwar gelenkeschonend, aber zugleich auch sehr kraftraubend. Hierbei gilt: Je tiefer und weicher der Sand ist, desto kraftraubender ist jede Bewegung. Somit wirkt sich Beachtennis positiv auf die Kondition, wie auch auf die vor allem beanspruchte Beinmuskulatur aus. Durch die vielen verschiedenen Bewegungsmuster, die in kürzester Zeit ausgeübt werden müssen, kommt es zu einer Belastung von fast allen Muskeln des Körpers. Die Koordination spielt dabei eine entscheidende Rolle. So müssen zu jeder Zeit die Raumaufteilung, der Partner, der Ball und die gegnerischen Spieler im Blick gehalten werden. Reaktionsvermögen und ein gutes Ballgefühl sind die wichtigsten Elemente des Beachtennis.

### Ausrüstung

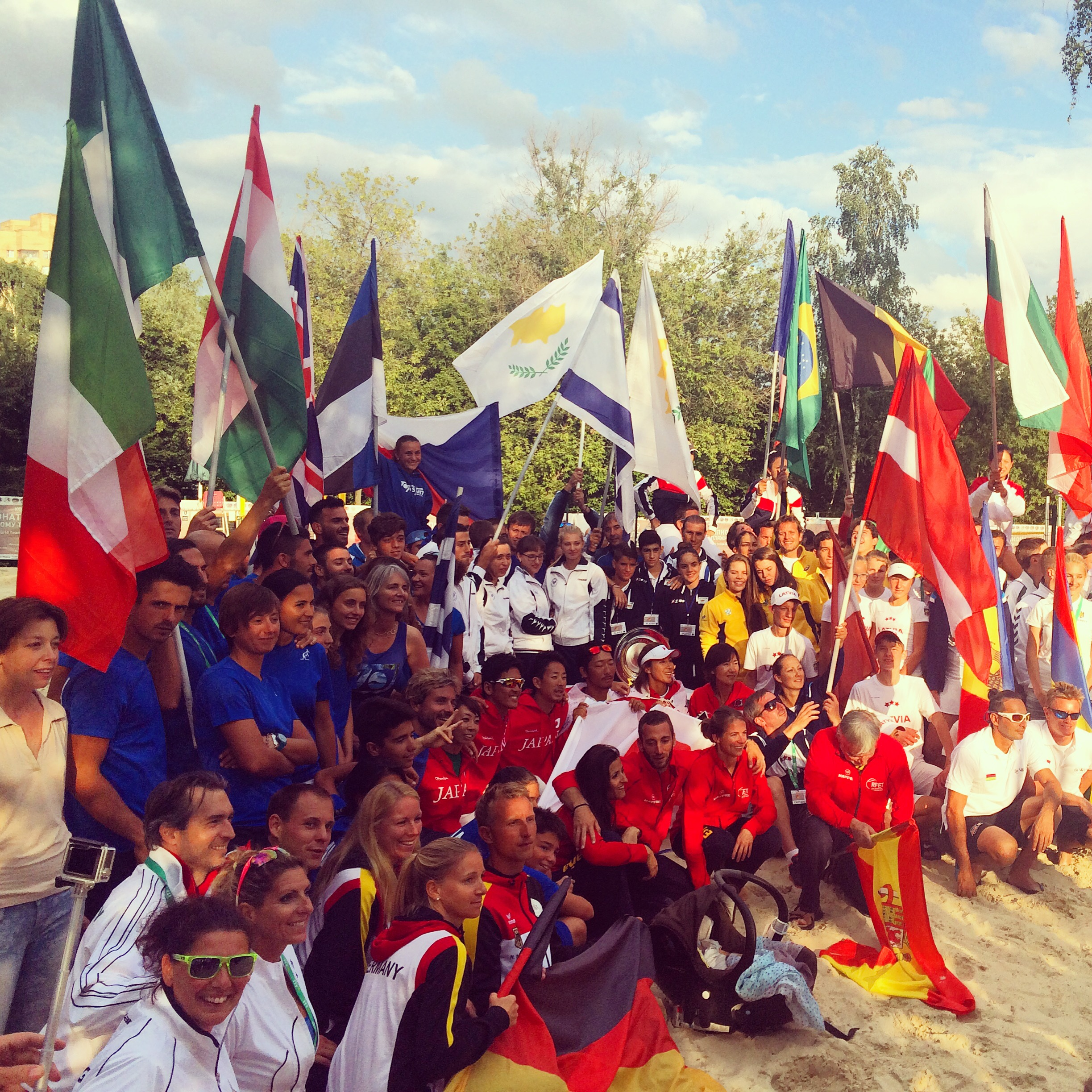

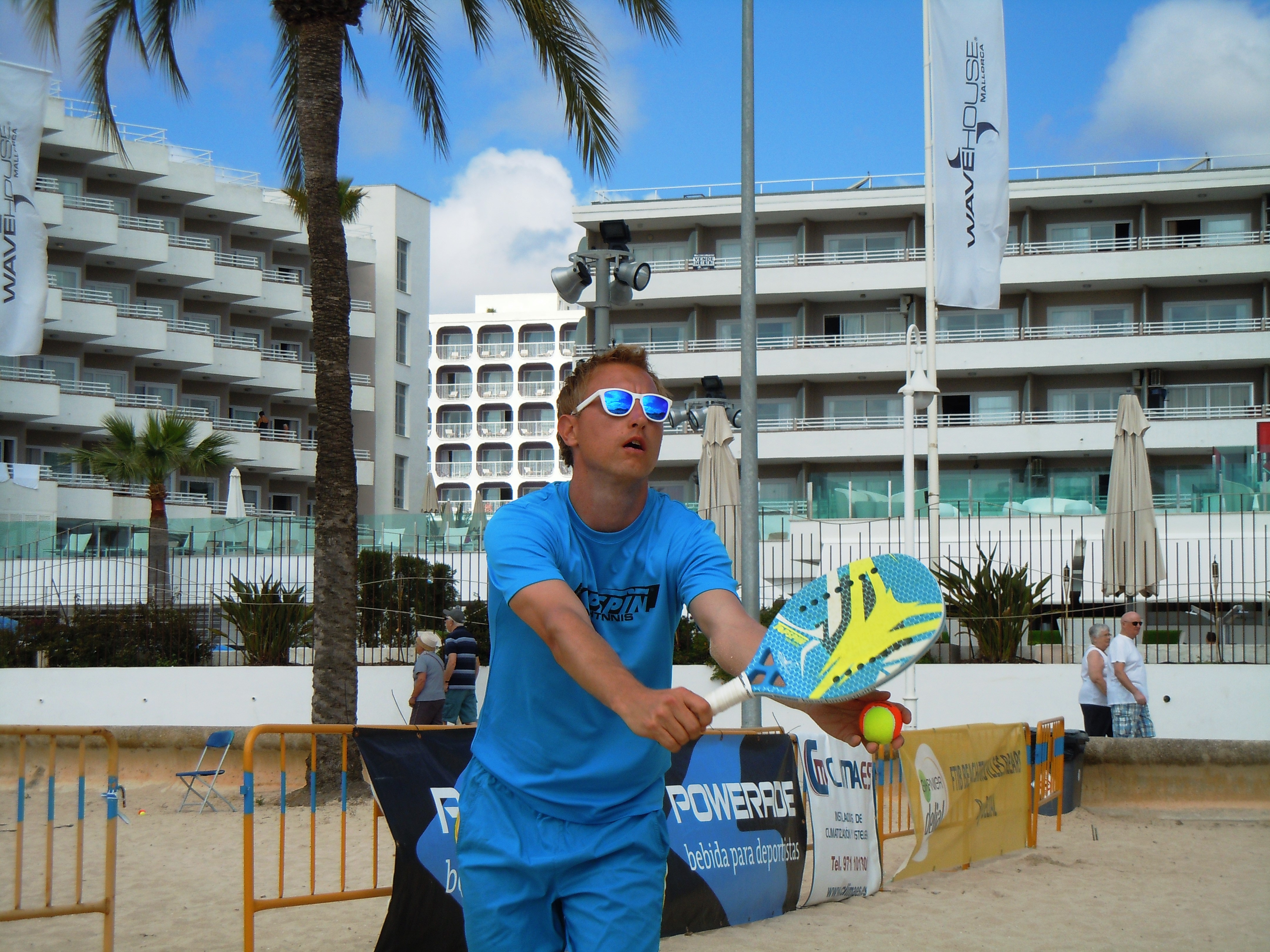

- Pádelschläger[5] oder auch Paddleschläger[6],
- Methodikball[5],
- Beachvolleyballfeld,
- Netzvorrichtung,
- Netz mit Netzpfosten,
- Feldabgrenzungslinien.

## Regeln (DTB 2013)
Nachfolgend sind die wichtigsten Regeln des DTB zusammengefasst.

### Das Feld

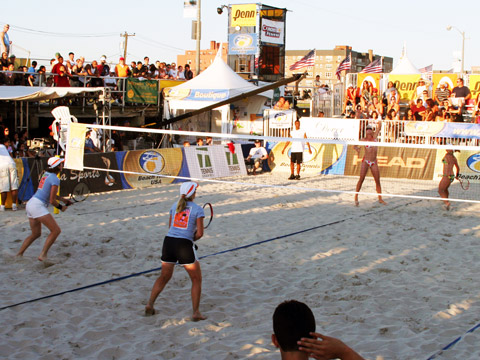
Beachtennisfeld mit Unterteilung der Hälften

Das Feld, in dem gespielt wird, ist ein Beachvolleyballfeld. Es ist rechteckig und hat für das Doppel eine Länge von 16 Metern und eine Breite von 8 Metern. Beim Einzel bleibt die Länge gleich, jedoch wird die Breite auf 5 Meter reduziert. Die Maße werden immer von der Außenkante der Linie gemessen. Das Netz befindet sich bei 8 Metern Länge und halbiert somit das Feld. Es muss in der Mitte 1,70 Meter hoch sein. Das Netz muss vom linken Spielfeldrand bis zum rechten Spielfeldrand gespannt sein und somit die komplette Breite des Feldes abdecken. Die Netzstruktur sollte so fein sein, dass die Spielbälle nicht hindurch passen. Zudem ist es wichtig, dass sich das Netz in einer Netzeinfassung befindet. Die Spielfeldlinien und somit die Abgrenzungen des Feldes müssen einfarbig sein und sich vom Feldbelag farblich abheben. Die Breite der Linien kann zwischen 2,5 und 5 cm liegen, wobei die Grundlinie bis zu 10 cm breit sein darf. Der Belag auf dem gespielt wird, muss aus eingeebnetem Sand bestehen. Um das Verletzungsrisiko so gering wie möglich zu halten, sollte er planeben und zudem frei von Fremdkörpern sein.
Bälle
Beachtennisbälle oder die auch sogenannten Methodikbälle sind durch einen geringen Druck und die orange Farbe gekennzeichnet. Anerkannt sind diese durch die „ITF Approved Tennis Balls & Classified Court Surfaces“.
Schläger

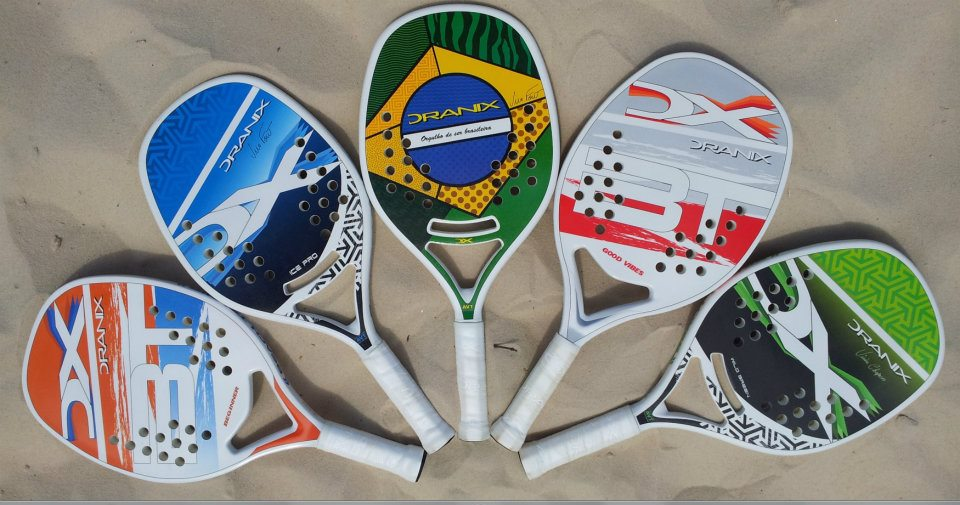
Beachtennisschläger oder auch Paddleschläger

Als Schläger werden sogenannte Paddlesschläger verwendet. Die Maße von 50 cm Länge, 26 cm Breite und 26 mm Profilbreite dürfen lediglich unter-, aber nicht überschritten werden. Die Schläger bestehen aus Kunststoff, der auch mit Kohlenstofffasern (Carbon) oder Glasfasern (Fiberglas) verstärkt sein kann. Der Griff ist, wie bei Tennisschlägern, mit einem Basisgriffband umwickelt.

### Zählweise
Beim Beachtennis wird die gleiche Zählweise wie beim herkömmlichen Tennis verwendet, jedoch mit ein paar kleinen Unterschieden.

#### Zählweise in einem Satz
Ein Wettspiel kann sowohl in zwei als auch in drei Gewinnsätzen entschieden werden. Diese Entscheidung wird vor Beginn des Spieles festgelegt und bekannt gegeben. Das Zählen eines Satzes kann durch verschiedene Methoden geschehen. Der „Vorteil-Satz“ und der „Tie-Break-Satz“ gehören hierbei zu den zwei Hauptmethoden. Wie auch die Anzahl der Gewinnsätze, muss vor dem Spiel bekannt gegeben werden, mit welcher Methode gespielt wird. Bei der „Tie-Break-Satz“-Methode muss außerdem entschieden werden, ob der letzte Satz als Tie-Break oder Vorteil-Satz gespielt wird.
Vorteil-Satz
Beim Vorteilsatz gewinnt das Spielerpaar, das zuerst sechs Spiele für sich entscheiden kann. Hierbei müssen diese jedoch mit zwei Spielen Vorsprung gegenüber denen des Gegners erreicht werden. Wenn das nicht der Fall ist, wird der Satz so lange weitergespielt, bis ein Doppelpaar diesen Vorsprung erreicht hat.
Tie-Break-Satz
Auch hier ist der Satz gewonnen, wenn ein Team sechs Spiele gewonnen und zwei Spiele Vorsprung auf das gegnerische Team hat. Kommt es zu einem Stand von 6 zu 6 beginnt der Tie-Break. Die Zählweise hier ist identisch mit denen aus den ITF-Tennisregeln.

#### Zählweise in einem Spiel
Die Punkte des Aufschlägers werden immer zuerst genannt. Der erste Punkt wird mit „15“ gezählt, der zweite mit „30“ und der dritte mit „40“. Wird der vierte Punkt erreicht ist ein „Spiel“ gewonnen. Kommt es zum Stand 40:40 greift die Bezeichnung „Einstand“ und der nächste Ball, der gespielt wird, entscheidet somit das Spiel. Es gibt demnach nicht wie im Tennis die Vorteilsregel.
Tie-Break-Spiel
Im Tie-Break werden die gewonnenen Punkte mit den Zahlen „1“, „2“, „3“ usw. gezählt. Das Team, das zuerst sieben Punkte für sich entscheidet, gewinnt das Spiel und auch den Satz. Jedoch benötigt man auch im Tie-Break einen Zwei-Punkte-Vorsprung. Ist das nicht der Fall, wird der Tie-Break solange fortgesetzt, bis ein Paar den Vorsprung erreicht hat. Der aufschlagende Spieler hat zu Beginn den Aufschlag zum ersten Punkt, dann wechselt der Aufschlag zu den Gegnern. Im weiteren Spielverlauf schlagen die Paare abwechselnd nach zwei gespielten Punkten auf.
Wichtig ist zudem, dass es beim Beachtennis nicht zwei Aufschläge, sondern nur einen pro Punkt gibt. Demnach ist auch dies ein Unterschied zum Tennis. Des Weiteren wird nach einem Netzroller beim Aufschlag weitergespielt und der Aufschlag nicht wiederholt.

### Seitenwahl
Vor Spielbeginn wird durch Auslosen entschieden, wer als erstes aufschlägt und welche Seite von wem zuerst bespielt wird. Diejenigen, die beim Losen gewonnen haben, können sich nun zwischen Aufschlag und Rückschlag oder der Seite entscheiden. Wird zum Beispiel der Aufschlag gewählt, darf das gegnerische Paar sich für eine Seite entscheiden und ist für das erste Spiel der Rückschläger.
Wechsel der Spielfeldseiten
Nach dem ersten und jedem weiteren ungeraden Spiel müssen die Doppelpaare die Spielfeldseiten wechseln. Kommt es bei den Spielen nach Beendigung eines Satzes in der Summe zu einer geraden Zahl, wird erst wieder nach Beendigung des ersten Spieles des nächsten Satzes gewechselt. Im Tie-Break findet der Wechsel immer nach vier gespielten Punkten statt.

### Ball im Spiel
Der Ball ist ab dem Zeitpunkt, an dem der Aufschläger ihn getroffen hat, im Spiel. Dies ist er solange, bis eins der Doppelpaare einen Punkt erzielt. Ausnahme ist, wenn auf Fehler oder Wiederholung des Aufschlages entschieden wird.
Ball auf der Linie
Ein Ball, der die Linie noch berührt hat, gilt als Treffer und somit als Punkt.

### Aufschlag/Rückschlag
Wer aufschlägt, entscheidet in jedem ersten Spiel eines neuen Satzes das Team mit dem Aufschlagrecht. Im zweiten Spiel entscheidet dann das andere Team wer von ihnen aufschlägt. Die Reihenfolge der Aufschläger wird dann stetig von Aufschlagspiel zu Aufschlagspiel beibehalten. Schlägt zum Beispiel Spieler 1 im zweiten Spiel auf, ist sein Partner Spieler 2 im vierten Spiel an der Reihe. Beibehalten wird diese Reihenfolge bis zur Beendigung des Satzes. Der Aufschlag darf von beiden Rückschlägern angenommen werden.
Der aufschlagende Spieler muss mit beiden Füßen hinter der Grundlinie und innerhalb der in Gedanken verlängerten Seitenlinien stehen. Der Spieler darf sich innerhalb dieser Begrenzung seine Position aussuchen, muss diese dann jedoch in Ruhe bei der Aufschlagbewegung beibehalten. Ein Aufschlag kann im Doppel sowohl von unterhalb, als auch von oberhalb der Schulterlinie gespielt werden. Der Ball muss über das Netz in die gegnerische Hälfte gespielt werden. Bei der Beachtennis-Variante mit Tennisschlägern darf der Aufschlag nicht von oben gespielt werden.
Wenn der aufgeschlagene Ball das Netz, die Netzhalterung oder auch die Netzeinfassung berührt, ist er trotzdem im Spiel. Ein Aufschlag wird nicht wiederholt. Einen zweiten Aufschlag gibt es somit nicht. In allen anderen Situationen, bei denen „Wiederholung“ entschieden wird, kommt es zu einem erneuten Ausspielen des Punktes.
Spielbereitschaft
Es darf erst aufgeschlagen werden, wenn das Rückspielpaar signalisiert hat, dass es spielbereit ist. Eine bewusste und gewollte Spielverzögerung beider Seiten ist nicht erlaubt.

### Schlagarten
Die zwei wichtigsten Schläge im Beachtennis sind der Vorhand- und Rückhandvolley. Beide Volleys werden ähnlich wie beim Tennis gespielt, jedoch ist die Ausgangsstellung wesentlich aufrechter. Der Schläger wird bestenfalls mit ausgestreckten Armen auf Schulter bzw. Kopfhöhe vor dem Körper gehalten. Ein weiterer Unterschied zum Tennisvolley ist, dass der Ball nicht mit Unterschnitt gespielt wird. Der Volley sollte möglichst glatt oder gerade gespielt werden. Optimal ist es, wenn der Ball sogar mit einem Vorwärtsspin gespielt wird. Man spricht nicht von einem Schlag, sondern von einem Block, es wird hierbei nicht ausgeholt, sondern der Ball wird vor dem Körper geblockt.
Der Aufschlag oder auch Smash wird wie beim Tennis gespielt.
Der Schlag „Windmühle“ ist ein sehr spezieller Schlag des Beachtennis. Er stellt eine Mischung aus einem hohen Volley und einem Smash dar. Der Name des Schlages kommt daher, dass der Schlagarm bei der Ausführung des Schlages einer Windmühle ähnlich sieht. Es ist ein Schlag der viel Kontrolle bietet und gleichzeitig trotzdem aggressiv gespielt werden kann.
Ein weiterer Schlag ist der Stop. Auch hier ist wieder ein Unterschied zum Tennis deutlich. Man spielt den Stop glatt, ohne Unterschnitt und lässt den Ball lediglich abtropfen. Den Ball an einem möglichst hohem Treffpunkt zu spielen, ist hierbei von großer Bedeutung, da dem Gegner somit Zeit genommen wird den Schlag zu erkennen und sich ein guter Stop sehr schwierig von einem sehr tiefen Treffpunkt aus spielen lässt.
Des Weiteren gibt es die folgenden Schläge: Heber, Stecher und den gehechteten Schlag.

## Turniere/Wettkämpfe
Große internationale Turniere werden durch eine enge Zusammenarbeit mit der International Tennis Federation (ITF) geplant und ausgetragen. Diese Turniere sind:
- ITF Beach Tennis World Team Championship,
- ITF Beach Tennis World Championships,
- European Beach Tennis Championships,
- ITF Beach Tennis Pan American Championships.

Es gibt jedes Jahr einen ITF-Beachtennis-Tour-Kalender, in dem alle ITF-Turniere des Jahres vermerkt sind. Die Turniere sind über die ganze Welt verteilt und waren mit bis zu 30.000 $ Preisgeld dotiert. Beim Finale der ITF Beach Tennis Sand Series Tour 2024 in Brasilia betrug das Preisgeld der Sieger erstmals 100.000 US-Dollar.